# Bernd Frohnwieser (Badminton)
Bernd Frohnwieser (* um 1935) ist ein österreichischer Badmintonspieler. 

## Karriere
Bernd Frohnwieser siegte 1958 erstmals bei den nationalen Titelkämpfen in Österreich. Sieben weitere Titel folgten bis 1967. 1963, 1965 und 1966 gewann er die Slovenian International.

## Sportliche Erfolge
| Saison | Veranstaltung                   | Disziplin    | Platz | Name                                 |
| ------ | ------------------------------- | ------------ | ----- | ------------------------------------ |
| 1958   | Österreich: Einzelmeisterschaft | Mixed        | 1     | Bernd Frohnwieser / Hilde Themel     |
| 1959   | Österreich: Einzelmeisterschaft | Mixed        | 1     | Bernd Frohnwieser / Hilde Themel     |
| 1959   | Österreich: Einzelmeisterschaft | Herreneinzel | 1     | Bernd Frohnwieser                    |
| 1960   | Österreich: Einzelmeisterschaft | Mixed        | 1     | Bernd Frohnwieser / Hilde Themel     |
| 1960   | Österreich: Einzelmeisterschaft | Herreneinzel | 1     | Bernd Frohnwieser                    |
| 1960   | Österreich: Einzelmeisterschaft | Herrendoppel | 1     | Bernd Frohnwieser / Heinz Ottmann    |
| 1961   | Österreich: Einzelmeisterschaft | Herrendoppel | 1     | Bernd Frohnwieser / Heinz Ottmann    |
| 1963   | Slovenian International         | Mixed        | 1     | Bernd Frohnwieser / Hilde Themel     |
| 1963   | Slovenian International         | Herrendoppel | 1     | Bernd Frohnwieser / Harald Pirsch    |
| 1963   | Slovenian International         | Herreneinzel | 1     | Bernd Frohnwieser                    |
| 1965   | Slovenian International         | Herrendoppel | 1     | Bernd Frohnwieser / Harald Pirsch    |
| 1966   | Slovenian International         | Mixed        | 1     | Bernd Frohnwieser / Hilde Kreulitsch |
| 1967   | Österreich: Einzelmeisterschaft | Herrendoppel | 1     | Bernd Frohnwieser / Reinhold Pum     |